# لي ليانغ
لي ليانغ (بالصينية: 梁雷) هو ملحن صيني، ولد في 28 نوفمبر 1972.

## وصلات خارجية
- لي ليانغ على موقع IMDb (الإنجليزية)
- لي ليانغ على موقع ميوزك برينز (الإنجليزية)
- لي ليانغ على موقع ديسكوغز (الإنجليزية)